# Azuki
Azuki (fr. Azougui) – stanowisko archeologiczne w północno-zachodniej Mauretanii, na północny zachód od Ataru. W XII wieku była to siedziba dynastii Almorawidów. Jej członkowie dokonywali stąd najazdów na Imperium Ghany. Stąd też podbili Maroko. Do naszych czasów zachowały się ruiny cytadeli i nekropolii. W okolicy natrafiono na jeszcze starsze petroglify.